# Eublemma atrimedia
Eublemma atrimedia là một loài bướm đêm trong họ Erebidae.